# Grand Prix automobile d'Europe 2006
GP précédent GP suivant

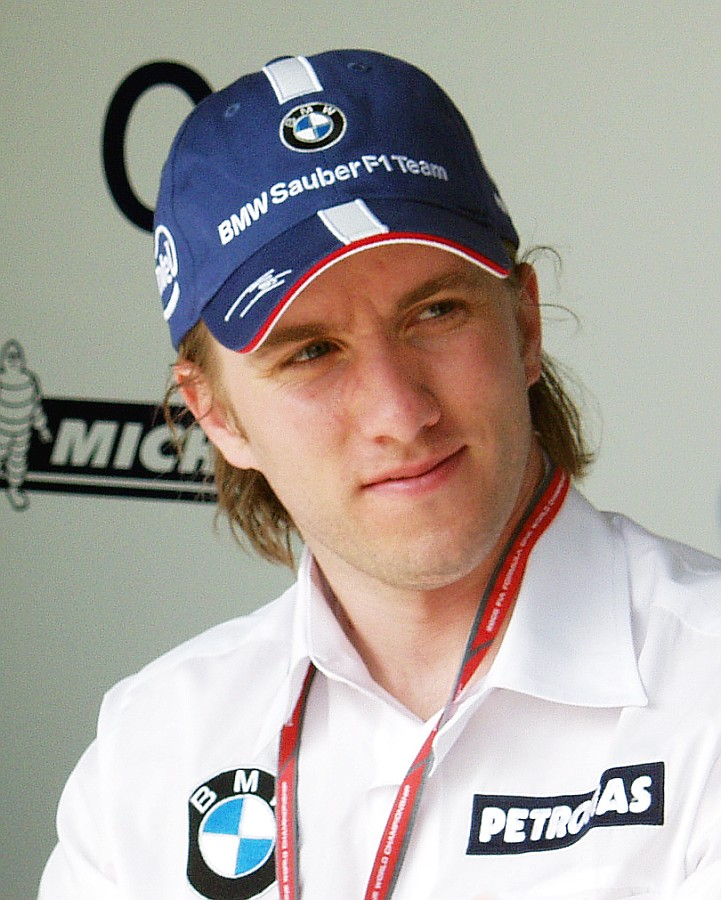
Nick Heidfeld sur ses terres au Nürburgring en 2006

Le Grand Prix automobile d'Europe 2006 (2006 Formula 1 Grand Prix of Europe), disputé sur le Nürburgring en Allemagne le 7 mai 2006, est la 755e épreuve du championnat du monde de Formule 1 courue depuis 1950 et la cinquième manche du championnat 2006.
La victoire est revenue à Michael Schumacher devant Fernando Alonso.

## Grille de départ
| Pos | Pilote               | Ecurie              | Qualifications 3 | Qualifications 2 | Qualifications 1 |
| --- | -------------------- | ------------------- | ---------------- | ---------------- | ---------------- |
| 1   | Fernando Alonso      | Renault             | 1 min 29 s 816   | 1 min 30 s 336   | 1 min 31 s 138   |
| 2   | Michael Schumacher   | Ferrari             | 1 min 30 s 028   | 1 min 30 s 013   | 1 min 31 s 235   |
| 3   | Felipe Massa         | Ferrari             | 1 min 30 s 407   | 1 min 30 s 732   | 1 min 31 s 921   |
| 4   | Rubens Barrichello   | Honda               | 1 min 30 s 754   | 1 min 30 s 469   | 1 min 31 s 671   |
| 5   | Kimi Räikkönen       | McLaren-Mercedes    | 1 min 30 s 933   | 1 min 30 s 203   | 1 min 31 s 263   |
| 6   | Jenson Button        | Honda               | 1 min 30 s 940   | 1 min 30 s 755   | 1 min 31 s 420   |
| 7   | Jarno Trulli         | Toyota              | 1 min 31 s 419   | 1 min 30 s 733   | 1 min 31 s 809   |
| 8   | Jacques Villeneuve   | BMW Sauber          | 1 min 31 s 542   | 1 min 30 s 865   | 1 min 31 s 545   |
| 9   | Juan Pablo Montoya   | McLaren-Mercedes    | 1 min 31 s 880   | 1 min 30 s 671   | 1 min 31 s 774   |
| 10  | Mark Webber          | Williams-Cosworth   | 1 min 33 s 405   | 1 min 30 s 892   | 1 min 31 s 712   |
| 11  | Ralf Schumacher      | Toyota              |                  | 1 min 30 s 944   | 1 min 31 s 470   |
| 12  | Nico Rosberg         | Williams-Cosworth   |                  | 1 min 31 s 194   | 1 min 32 s 053   |
| 13  | Giancarlo Fisichella | Renault             |                  | 1 min 31 s 197   | 1 min 31 s 574   |
| 14  | David Coulthard      | Red Bull-Ferrari    |                  | 1 min 31 s 227   | 1 min 31 s 742   |
| 15  | Nick Heidfeld        | BMW Sauber          |                  | 1 min 31 s 422   | 1 min 31 s 457   |
| 16  | Vitantonio Liuzzi    | Toro Rosso-Cosworth |                  | 1 min 31 s 728   | 1 min 32 s 651   |
| 17  | Christian Klien      | Red Bull-Ferrari    |                  |                  | 1 min 32 s 901   |
| 18  | Christijan Albers    | Midland-Toyota      |                  |                  | 1 min 32 s 936   |
| 19  | Scott Speed          | Toro Rosso-Cosworth |                  |                  | 1 min 32 s 992   |
| 20  | Tiago Monteiro       | Midland-Toyota      |                  |                  | 1 min 33 s 658   |
| 21  | Takuma Satō          | Super Aguri-Honda   |                  |                  | 1 min 35 s 239   |
| 22  | Franck Montagny      | Super Aguri-Honda   |                  |                  | 1 min 46 s 505   |

## Course

### Déroulement de l'épreuve
Parti en première ligne, au côté du champion du monde Fernando Alonso (Renault) le septuple champion du monde Michael Schumacher (Ferrari) obtient, dans sa région natale, sa deuxième victoire consécutive - la sixième au Nürburgring - au terme d'une course tactique où Ross Brawn a fait merveille. Ferrari confirme ainsi son retour au premier plan. S'élançant en pole position, Fernando Alonso virait en tête au premier virage et conservait cette place pendant les deux tiers de l'épreuve. Deuxième, Michael Schumacher a fait la différence en trois tours, juste avant son second ravitaillement repoussé pour lui permettre d'aligner les tours rapides qui ont fait la différence. Alonso termine une nouvelle fois 2e - sa plus mauvaise place depuis le début de la saison - devant le jeune pilote brésilien Felipe Massa (Ferrari) (3e), qui monte sur le podium pour la première fois de sa carrière. Le meilleur tour en course est revenu à Michael Schumacher, qui a réalisé au 39e tour le temps de 1 min 32 s 099.

### Classement de la course
| Pos  | No | Pilote               | Ecurie              | Tours | Temps/Abandon                      | Grille | Points |
| ---- | -- | -------------------- | ------------------- | ----- | ---------------------------------- | ------ | ------ |
| 1    | 5  | Michael Schumacher   | Ferrari             | 60    | 1 h 35 min 58 s 765 (193,081 km/h) | 2      | 10     |
| 2    | 1  | Fernando Alonso      | Renault             | 60    | + 3 s 751                          | 1      | 8      |
| 3    | 6  | Felipe Massa         | Ferrari             | 60    | + 4 s 447                          | 3      | 6      |
| 4    | 3  | Kimi Räikkönen       | McLaren-Mercedes    | 60    | + 4 s 879                          | 5      | 5      |
| 5    | 11 | Rubens Barrichello   | Honda               | 60    | + 1 min 12 s 586                   | 4      | 4      |
| 6    | 2  | Giancarlo Fisichella | Renault             | 60    | + 1 min 14 s 116                   | 11     | 3      |
| 7    | 10 | Nico Rosberg         | Williams-Cosworth   | 60    | + 1 min 14 s 565                   | 22     | 2      |
| 8    | 17 | Jacques Villeneuve   | BMW Sauber          | 60    | + 1 min 29 s 364                   | 9      | 1      |
| 9    | 8  | Jarno Trulli         | Toyota              | 59    | + 1 tour                           | 7      |        |
| 10   | 16 | Nick Heidfeld        | BMW Sauber          | 59    | + 1 tour                           | 13     |        |
| 11   | 21 | Scott Speed          | Toro Rosso-Cosworth | 59    | + 1 tour                           | 17     |        |
| 12   | 18 | Tiago Monteiro       | Midland-Toyota      | 59    | + 1 tour                           | 18     |        |
| 13   | 19 | Christijan Albers    | Midland-Toyota      | 59    | + 1 tour                           | 16     |        |
| Abd. | 7  | Ralf Schumacher      | Toyota              | 52    | Moteur                             | 10     |        |
| Abd. | 4  | Juan Pablo Montoya   | McLaren-Mercedes    | 52    | Moteur                             | 8      |        |
| Abd. | 22 | Takuma Satō          | Super Aguri-Honda   | 45    | Panne hydraulique                  | 20     |        |
| Abd. | 23 | Franck Montagny      | Super Aguri-Honda   | 29    | Panne hydraulique                  | 21     |        |
| Abd. | 12 | Jenson Button        | Honda               | 28    | Moteur                             | 6      |        |
| Abd. | 15 | Christian Klien      | Red Bull-Ferrari    | 28    | Boîte de vitesses                  | 15     |        |
| Abd. | 9  | Mark Webber          | Williams-Cosworth   | 12    | Panne hydraulique                  | 19     |        |
| Abd. | 14 | David Coulthard      | Red Bull-Ferrari    | 2     | Dommages suite accident            | 12     |        |
| Abd. | 20 | Vitantonio Liuzzi    | Toro Rosso-Cosworth | 0     | Dommage suite accident             | 14     |        |

### Pole position et record du tour
- Pole position :  Fernando Alonso (Renault) en 1 min 29 s 816 (vitesse moyenne : 206,335 km/h)[1].
- Meilleur tour en course :  Michael Schumacher (Ferrari) en 1 min 32 s 099 (vitesse moyenne : 201,227 km/h) au trente-neuvième tour[2].

### Tours en tête
- Fernando Alonso (Renault) : 30 tours (1–16 / 24–37) ;
- Michael Schumacher (Ferrari) : 22 tours (17–18 / 38–41 / 45–60) ;
- Kimi Räikkönen (McLaren-Mercedes) : 8 tours (19–23 / 42–44)[3].

## Classements généraux à l'issue de la course
| Pos | Pilote               | Écurie            | Points |
| --- | -------------------- | ----------------- | ------ |
| 1   | Fernando Alonso      | Renault           | 44     |
| 2   | Michael Schumacher   | Ferrari           | 31     |
| 3   | Kimi Räikkönen       | McLaren-Mercedes  | 23     |
| 4   | Giancarlo Fisichella | Renault           | 18     |
| 5   | Felipe Massa         | Ferrari           | 15     |
| 6   | Juan Pablo Montoya   | McLaren-Mercedes  | 15     |
| 7   | Jenson Button        | Honda             | 13     |
| 8   | Ralf Schumacher      | Toyota            | 7      |
| 9   | Rubens Barrichello   | Honda             | 6      |
| 10  | Mark Webber          | Williams-Cosworth | 6      |
| 11  | Jacques Villeneuve   | BMW Sauber        | 6      |
| 12  | Nick Heidfeld        | BMW Sauber        | 5      |
| 13  | Nico Rosberg         | Williams-Cosworth | 4      |
| 14  | David Coulthard      | Red Bull-Ferrari  | 1      |
| 15  | Christian Klien      | Red Bull-Ferrari  | 1      |

| Pos | Écurie            | Points |
| --- | ----------------- | ------ |
| 1   | Renault           | 62     |
| 2   | Ferrari           | 46     |
| 3   | McLaren-Mercedes  | 38     |
| 4   | Honda             | 19     |
| 5   | BMW Sauber        | 11     |
| 6   | Williams-Cosworth | 10     |
| 7   | Toyota            | 7      |
| 8   | Red Bull-Ferrari  | 2      |

## Statistiques
- 86e victoire pour Michael Schumacher.
- 10e pole position pour Fernando Alonso
- 185e victoire pour Ferrari en tant que constructeur.
- 185e victoire pour Ferrari en tant que motoriste.
- 1er départ en Grand Prix pour Franck Montagny.
- 1er podium pour Felipe Massa.
- Mark Webber et Nico Rosberg ont été rétrogradés de 10 places pour changement de moteur.
- Les trois meilleurs temps de Jacques Villeneuve ont été annulés pour avoir gêné Giancarlo Fisichella.